# 阿爾特瓦爾姆比興湖

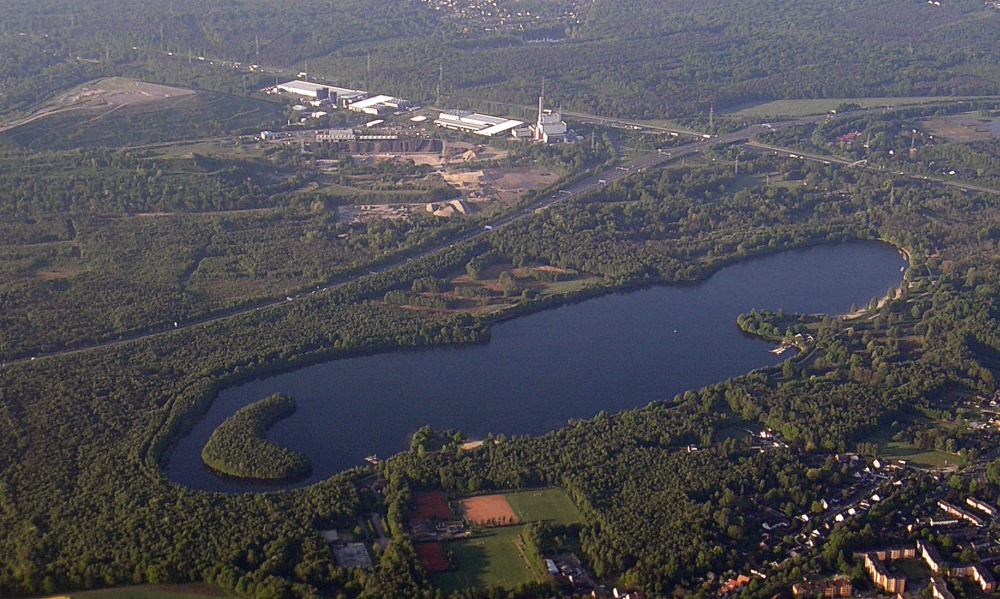

52°25′23″N 9°51′17″E / 52.42306°N 9.85472°E
阿爾特瓦爾姆比興湖（德語：Altwarmbüchener See），是德國的湖泊，位於該國西北部，由下薩克森州負責管轄，處於漢諾威，長1.5公里、寬0.4公里，面積0.48平方公里，最大水深12米。